# Warka
Para la ciudad sumeria, vea Uruk
Warka (Varka) es una ciudad en el centro de Polonia , situada en la margen izquierda del río Pilica (60 km/37 km al sur de Varsovia), con 11,435 habitantes (2010). Está situada en el Condado de Grójec, en el Voivodato de Mazovia , desde 1999, anteriormente formó parte del Voivodato de Radom, de 1975 a 1998.
Warka obtuvo su estatus de ciudad en 1321. Un pueblo de la localidad, Winiary, que hoy forma parte de Warka, es la cuna del general Kazimierz Pulaski. Warka es también conocido por su famosa fábrica de cerveza (que produce desde 1478).

## Personajes ilustres
- Kazimierz Pulaski, general que sirvió en los ejércitos polaco y estadounidense, fallecido en el Sitio de Savannah.
- Piotr Wysocki
- Rebbe Israel Yitzhak Kalish (Warka)
- Adam Jarzębski